# Sint-Annakerk (Kopenhagen)
De Sint-Annakerk is een rooms-katholieke kerk in de wijk Sundby op het eiland Amager in Kopenhagen.

## Geschiedenis
De kerk gaat terug op 1897, toen een woonhuis in gebruik werd genomen als een eerste katholieke plaats van aanbidding op Amager in de moderne geschiedenis. Het woonhuis werd bekend als de Sint-Annakapel (Deens: Sankt Annæ Kapel) en werd op zondag gebruikt voor de kerkdienst en door de week als katholieke school.
De kapel werd in 1903 vervangen door een echt kerkgebouw, de Sint-Annakerk. Aan de andere kant van de straat zou even later het Elisabethhospitaal, dat door de Zusters van de Liefde werd gerund, worden geopend. De architect van de kerk was Emil Jørgensen, die eveneens het hospitaal ontwierp.
Toen de Sint-Annakerk te klein werd voor de groeiende gemeente op Amager, nam men het besluit om de kerk te vervangen door een groter gebouw. Het oude kerkgebouw werd gesloopt in 1935 en op 19 november 1936 legde bisschop Josef Brems de eerste steen voor de nieuwbouw, die werd ontworpen door Sven Risom. In minder dan twee jaar later werd de kerk door dezelfde bisschop ingewijd.
De totale bouw kostte ongeveer 350.000 Deense kronen, waarvan 150.000 Deense kronen door giften werd opgebracht.

## Architectuur
De kerk is gebouwd van rode baksteen in de neoromaanse stijl. Het kerkschip is 29 meter lang en 18 meter breed. De tweelingtorens zijn 24,5 meter hoog. Er zijn 400 zitplaatsen.

## Interieur
Het altaarstuk bestaat uit vier schilderijen van vier belangrijke gebeurtenissen uit Jezus' leven op aarde: de Geboorte, het Avondmaal, de Kruisaflegging en de Hemelvaart. De schilderijen, evenals de grote crucifix zijn gemaakt door de kunstenaar Wilhelm Wils en in 1954 geplaatst.
Het altaar van Onze-Lieve-Vrouw van Altijddurende Bijstand dateert uit 1946 en werd gemaakt door de beeldhouwer Axel Theilmann. Het icoon werd gemaakt door Birgitte Westen en is een exacte replica van het origineel in de Kerk van de Allerheiligste Verlosser en Sint-Alfonsus te Rome. Rond het centrale icoon bevinden zich zes reliëfs: de Aankondiging, de geboorte van Jezus, de bruiloft te Kana, een piëta en de Hemelvaart. Ze werden uitgevoerd door de beeldhouwer Wedel-Schmidt en ingehuldigd op 1 mei 1947. De begeleidende tekst luidt (vertaald): In 1944-1945, toen de oorlog dichter bij Denemarken kwam en iedereen bang werd, beloofde de parochie het altaar op te richten ter ere van God en Zijn heilige Moeder, de Altijddurende Bijstand.
Ter gelegenheid van de 300-jarige herdenking van de geboorte van de wetenschapper Niels Stensen (1638) werden de twee zilveren kandelaren met het wapen van de wetenschapper aan de kerk geschonken.
Het doopvont is van 1903 en uit de oorspronkelijke Sint-Annakerk afkomstig. Het werd uit Bremer zandsteen gehouwen volgens tekeningen van de architect Emil Jorgensen.